# Prado Gatão

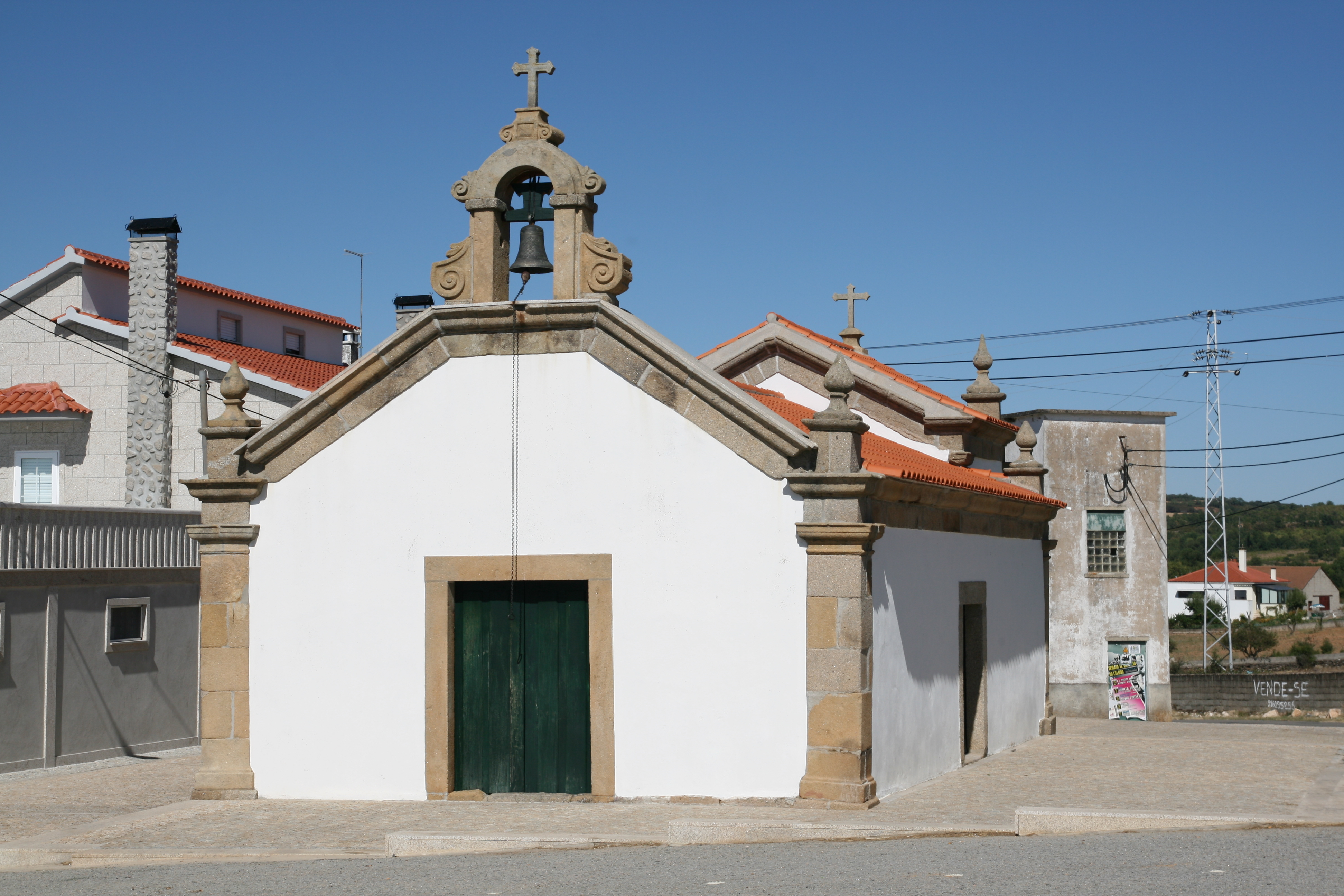
A Capela de Santo Cristo.

Prado Gatão (em mirandês:  Prado Gaton) é uma aldeia da freguesia de Palaçoulo, em Miranda do Douro, Portugal.

## História
A 1 de junho de 1510, o rei D. Manuel I de Portugal deu foral para Prado Gatão em Lisboa. Até 1757, era uma freguesia e tinha sessenta e um habitantes, e o seu orago era Santa Isabel.
Entre os seus patrimónios encontram-se: a Capela de Santo Cristo, Igreja Matriz, Casa Senhorial, pátios e fachadas, casas típicas, as ruas do Caminho de Sendim e Santo Cristo, chafariz e as bicas da igreja, praça, Caminho de Sendim, Caminho da Fonte e de Santo Cristo.